# Akhiok
Akhiok ist eine Gemeinde im Kodiak Island Borough im US-amerikanischen Bundesstaat Alaska, gelegen im Süden der Insel Kodiak. Das U.S. Census Bureau hat bei der Volkszählung 2020 eine Einwohnerzahl von 63 ermittelt. 

## Geographie
Akhiok liegt am südlichen Ende der Insel Kodiak im südwestlichen Alaska an der Akhiok Bay. Die größere Stadt Kodiak liegt etwa 129 km nordöstlich und die größte Stadt Alaskas, Anchorage, liegt 547 Kilometer nordöstlich.

### Klima
Bedingt durch die Lage auf der Insel Kodiak wird Akhiok durch ein stark maritimes Klima dominiert. Somit kommt es kaum zu Frostbildung im Winter und es bildet sich häufig Nebel. Auch die Temperaturschwankungen bleiben somit sehr gering, die Temperaturen liegen meistens zwischen −4 °C und 12 °C. Der jährliche Niederschlag liegt bei moderaten 889 mm.

## Geschichte
Die ursprüngliche Siedlung Kashukugniut wurde Anfang des 19. Jahrhunderts von Russland besetzt. 1881 sind die Bewohner an die Alitak Bay umgezogen. An der Stelle eines früheren Baus ist um das Jahr 1900 die neue russisch-orthodoxe Kirche erbaut worden, und 1933 erhält der Ort ein Postamt. Nach dem schweren Erdbeben 1964 sind die Bewohner des nahegelegenen, und nun zerstörten, Ortes Kaguyak nach Akhiok umgesiedelt. 

## Bevölkerung
In Akhiok leben hauptsächlich Menschen vom indigenen Volk der Alutiiq. Beim letzten Zensus 2010 gaben 50,7 % der Bewohner bei race die Antwortmöglichkeit American Indian and Alaska Native an. 8,5 % gaben White an, 38 % betrachteten sich als mixed.